# Parque nacional de Tsimanampetsotsa
El parque nacional de Tsimanampetsotsa (del francés: Parc national de Tsimanampetsotsa) es un parque nacional en el país africano de Madagascar. Situado en la provincia de Tulear, en la región Atsimo-Andrefana, en la costa suroeste, al sur de Toliara. Posee una superficie de 43 200 hectáreas alrededor del único lago salado del país llamado Lago Tsimanampetsotsa (lac Tsimanampetsotsa). Entre el 75 y el 90 % de su fauna y flora son endémicas.
El sitio Ramsar tiene una superficie total de 456 kilómetros cuadrados, mientras que la superficie del lago es mucho menor.